# داگی‌استایل (آلبوم)
داگی استایل (به انگلیسی: Doggystyle) اولین آلبوم رپر اهل ایالات متحده آمریکا، اسنوپ داگ است که توسط دث رو رکوردز واینتراسکوپ رکوردز در ۲۳ نوامبر سال ۱۹۹۳ میلادی منتشر شد. آلبوم به دنباله نخستین آلبوم، دکتر دره، مزمن ضبط شد که در آن «اسنوپ داگ» به‌طور چشمگیری با «دره»، همکاری نموده بود. استایل رپ کردن و تهیه‌کنندگی که در آلبوم «دره» ایجاد شده بود، در این آلبوم هم استفاده شده‌است. منتقدان از متن آهنگ‌های اسنوپ داگ به خاطر واقع گرا بودن و نوع ارائه آن در آلبوم تقدیر کردند؛ همچنین اسنوپ داگ برای فلو و رپ کردن متمایز خود، مورد تقدیر قرار گرفت.
جدا از برخی نقدهای که آلبوم را متوسط و میانه خواندند، داگی استایل توانست از اغلب منتقدان، لقب «قابل توجه‌ترین» آلبوم دهه ۱۹۹۰ را کسب کند؛ به همین ترتیب توانست به عنوان یکی از «مهم‌ترین آلبوم‌های تاریخ هیپ-هاپ» نیز شناخته شود. همانند مزمن، متمایز و منحصر به فرد بودن داگی استایل کمک به معرفی سبک «جی-فانک» به جریان اصلی هیپ-هاپ نمود؛ که توانست سبک، هیپ هاپ ساحل غربی را به جریان اصلی موسیقی هیپ-هاپ در اوایل دهه ۱۹۹۰؛ تبدیل کند.
داگی استایل به رتبه نخست در بیلبورد ۲۰۰ دست یافت و در چارت‌های جهانی جزو ده آلبوم اول قرار گرفت؛ همچنین ۸۰۶٫۸۵۸ نسخه در هفته اول فروخت، با این حال که اولین آلبوم یک هنرمند تازه‌کار بود؛ این رکورد توسط آلبوم امینم، مارشال مترز ال پی در سال ۲۰۰۰؛ شکسته شد. داگی استایل در لیست «۱۰۰ بهترین آلبوم‌های رپ» مجله «سورس»، قرار گرفت و همچنین در لیست «آلبوم‌هایی از دهه ۹۰ که باید بشنوید» مجله رولینگ استون، نیز قرار گرفت. سایت «اِبوت.کام» (به انگلیسی: About.com) داگی استایل را در رتبه ۱۷ ام لیست خود به نام «بزرگترین آلبوم‌های هیپ-هاپ/رپ تاریخ»، قرار داد. آلبوم توانست چهار گواهینامه فروش از انجمن صنعت ضبط موسیقی آمریکا دریافت کند. در نوامبر ۲۰۱۵، آلبوم توانست بیش از ۷ میلیون نسخه در ایالات متحده و بیش از ۱۱ میلیون نسخه در سرار جهان بفروشد.

## پس زمینه
اسنوپ داگ برای اولین بار در آلبوم مزمن، با دکتر دره به همکاری پرداخت و توانست توجهات را به سمت خود، جلب کند. از مزمن به عنوان، تغییر دهنده شکل کلی سبک هیپ-هاپ ساحل غربی یاد می‌شود، از این تغییر سبکی به نام، «جی-فانک» توسعه یافت. مزمن سبک گنگستا رپ و هیپ-هاپ ساحل غربی را با گسترش ویژگی‌های این دو سبک مانند؛ ناسزا، متن آهنگ‌های سیاسی و استفاده از سمپل‌های چند لایه که برگرفته از سبک «پی-فانک» در دهه ۱۹۷۰ میلادی بود؛ کامل تر کرد. اسنوپ داگ با نحوه رپ کردن خود در تک‌آهنگ «پوشش ژرف» دکتر دره، توانست کمک به محبوبیت آن کند، همچنین این همکاری با دره، باعث به وجود آمدن درجه بالایی از انتظار در جوامع هیپ-هاپی، برای انتشار آلبوم شخصی اسنوپ داگ نیز شد.
از داگی استایل و مزمن عمدتاً بایکدیگر یاد می‌شود، دلیل این همراهی را می‌توان در دو دلیل بیان کرد، یک این که در هر دو آلبوم اسنوپ داگ حضور دارد و دوم این که هر دو شامل استایل «جی-فانک» هستند که توسط دکتر دره تولید شده‌است. یکی از پیوندهای دیگر بین دو آلبوم این هست که در هر دو آلبوم از تعدادی زیادی رپرهای «دث رو رکوردز» مانند، دا داگ پوند، آر بی اکس و دِ لیدی آف ریج استفاده شده‌است. در متن آهنگ‌های آلبوم‌ها به‌طور مکرر از فحش و ناسزا و توهین به زنان اسفاده می‌شود که میراثی از گروه N.W.A. و آلبوم محبوب آنها، Straight Outta Compton است که در سبک Gangsta Rap در هیپ-هاپ جاودان مانده‌است.علاوه بر این منتقدان از داگی استایل و مزمن به عنوان آثار کلاسیک و سازنده سبک جی-فانک یاد می‌کنند و از آن دو آلبوم به عنوان "یک روح در دو بدن" یاد می‌کنند. همچنین داگی استایل اولین کار هنری "نانی فلچر" دختر اسطوره جاز "سم فیچر" هست.
گنگستا رپ به خاطر اشعار توهین آمیز معمولاً توسط منتقدین تحت عنوان، «پر زرق و برق نشان دادن خشونت‌ها گنگستری و تبهکاری سیاه پوستان علیه یکدیگر» نقد می‌شود. در این مقابل رپرهای گنگستا رپ با بیان این موضوع که آن‌ها به‌طور ساده در حال نشان دادن زندگی در مناطق کامپتن، کالیفرنیا و لانگ بیچ، کالیفرنیا هستند؛ از خود دفاع می‌کنند. داگی استایل را می‌توان از دو جنبه توصیف کرد: ۱•دیدگاه اسنوپ داگ از واقعیت ۲• مقداری از تجربیات شخصی خودش در زندگیش

## لیست آهنگ‌ها
- تمام آهنگ‌ها توسط دکتر دره ساخته شده‌اند.

| شماره | نام                                                                                                | نویسنده(ها)                                                                                          | {{{extra_column}}} | مدت  |
| ----- | -------------------------------------------------------------------------------------------------- | --- | ------------------ | ---- |
| ۱.    | «وان حمام»                                                                                         | اسنوپ داگی داگ                                                                                       | دکتر دره           | ۱:۵۰ |
| ۲.    | «اینترو جی فانک» (به همراه: جرج کلینتون، دکتر دره، دِ لیدی آف ریج)                                  | اسنوپ داگی داگ، رابین اَلن                                                                            | دکتر دره           | ۲:۲۴ |
| ۳.    | «جین و جوس» (به همراه: دَت نیگا داز و دیوید رافین جونیور)                                           | اسنوپ داگی داگ، آندره یانگ، ریچارد فینچ، هری وین کیسی                                                | دکتر دره           | ۳:۳۱ |
| ۴.    | «توپ‌های دابلیو» (featuring Nanci Fletcher and Ricky Harris)                                        | Broadus, Jr.                                                                                         | Dr. Dre            | ۰:۳۶ |
| ۵.    | «گوه ست»                                                                                           | Broadus, Jr. , Andre Young                                                                           | Dr. Dre            | ۴:۰۴ |
| ۶.    | «اینترو دومینو»                                                                                    | Broadus, Jr.                                                                                         | Dr. Dre            | ۰:۳۷ |
| ۷.    | «لودی دودی» (featuring Nanci Fletcher)                                                             | Broadus, Jr. , Douglas Davis, Hachidai Nakamura, Ei Rokusuke, Ricky Walters                          | Dr. Dre            | ۴:۲۴ |
| ۸.    | «پرونده قتل بود» (featuring Dat Nigga Daz)                                                         | Broadus, Jr. , Andre Young, Delmar Arnaud                                                            | Dr. Dre            | ۳:۳۸ |
| ۹.    | «قاتل سریالی» (featuring D.O.C., RBX and Tha Dogg Pound)                                           | Broadus, Jr. , Andre Young, Delmar Arnaud, Bootsy Collins                                            | Dr. Dre            | ۳:۳۲ |
| ۱۰.   | «من کیم؟! (اسمم چیه؟)» (featuring Jewell, Dr. Dre and Tony Green)                                  | Broadus, Jr. , Andre Young, George Clinton, Garry Shider, David Spradley                             | Dr. Dre            | ۴:۰۶ |
| ۱۱.   | «برای تمام کاکاسیاه و جنده‌هایم» (featuring Tha Dogg Pound and The Lady of Rage)                    | Broadus, Jr. , Delmar Arnaud, Ricardo Brown, Robin Allen                                             | Dr. Dre            | ۴:۴۳ |
| ۱۲.   | «حال نداره (اگه رفقا چیزی گیرشون نیاد)» (featuring Nate Dogg, Warren G, Nanci Fletcher and Kurupt) | Broadus, Jr. , Andre Young, Ricardo Brown, Nathaniel Hale, Warren Griffin                            | Dr. Dre            | ۴:۰۶ |
| ۱۳.   | «اینترو تسکین دهنده مزمن»                                                                          | Broadus, Jr.                                                                                         | Dr. Dre            | ۰:۳۳ |
| ۱۴.   | «دنیای داگی داگ» (featuring Tha Dogg Pound, Nanci Fletcher and The Dramatics)                      | Broadus, Jr. , Delmar Arnaud, Ricardo Brown, Richard "Dimples" Fields, James Harris III, Terry Lewis | Dr. Dre            | ۵:۰۵ |
| ۱۵.   | «اینترو کلاس درس»                                                                                  | Broadus, Jr.                                                                                         | Dr. Dre            | ۰:۴۴ |
| ۱۶.   | «گنگسترها و کلاه‌بردارها» (featuring Nanci Fletcher)                                                | Broadus, Jr. , Delmar Arnaud, Don Blackman                                                           | Dr. Dre            | ۳:۵۱ |
| ۱۷.   | «چک کردن»                                                                                          | Broadus, Jr. , Andre Young                                                                           | Dr. Dre            | ۰:۵۷ |
| ۱۸.   | «گنگسترها یکی، در و داف هیچی» (featuring Hug)                                                      | Broadus, Jr. , Andre Young, Delmar Arnaud                                                            | Dr. Dre            | ۲:۲۱ |
| ۱۹.   | «تلمبه تلمبه» (featuring Lil Malik)                                                                | Broadus, Jr. , Andre Young, Jamal Phillips, Malik Edwards                                            | Dr. Dre            | ۳:۴۲ |